# Pterobdellina vernadskyi
Pterobdellina vernadskyi — вид п'явок з родини риб'ячих п'явок (Piscicolidae). Описаний у 2021 році українськими дослідниками з Національного антарктичного наукового центру.

## Назва
Вид названо на честь першого президента Академії наук України Володимира Вернадського. Відкриття присвячено 25-му ювілею станції «Академік Вернадський».

## Поширення
Ця п'явка поширена у морях навколо Антарктиди. Вперше виявлена у 2007 році у морі Співдружності. Після цього її знаходили ще у чотирьох антарктичних морях: Амундсена, Росса, Моусона та Космонавтів. Трапляється на глибинах від 1200 до 2600 метрів.

## Опис
П'явка завдовжки до 9 см. Живиться кров'ю риби Dissostichus mawsoni (родина Nototheniidae). Має бічні складки, які, імовірно, виконують функції плавців. Крім того, вид зарактеризується унікальною ознакою - наявністю ромбоподібних складок і сосочків на спинній стороні тіла. Функція цих утворень залишається невідомою. 